# Fireflight
Fireflight est un groupe américain de rock chrétien, formé à Eustis, en Floride, et basé à Orlando. Formé en 1999, le groupe est sous le label Flicker Records. Il effectue une tournée avec Seventh Day Slumber, Kids in the Way et Shoutfest, et participe à la tournée The Scars Remains avec Disciple, Family Force Five et Decyfer Down en février 2007.
Ils jouent au Winter Jam Tour Spectacular 2010 et publie son quatrième album, For those Who Wait, en février. Le 1er novembre 2010, ils sont nommés pour un premier Grammy. En 2012, ils publient leur cinquième album, Now. En 2015 sort l'album Innova.

## Historique

### Débuts (1999–2004)
Les guitaristes Justin et Glenn ont été ensemble à l'école. À cette période, Glenn a l'idée de commencer un groupe avec Wendy (sa femme qui est bassiste) et Justin. Ils avaient ensuite besoin d'un chanteur. Glenn et Wendy se rendent à la remise de diplôme du plus jeune frère de Glenn et y entendent Dawn (chanteuse principale) chanter durant la cérémonie. Ils lui demandent de venir dans leur groupe, ce qu'elle accepte. À ce moment, ils se mettent à la recherche d'un batteur. Par le biais d'un ami commun, ils rencontrent Phee Shorb, qui est d'accord pour jouer la batterie.
Pour leur premier concert, ils n'avaient pas encore de nom pour leur groupe. Après y avoir réfléchi, Dawn suggère le nom « Fireflight » parce que ça sonnait bien. Le nom Fireflight n'a aucune signification, comme l'explique le groupe dans une interview avec Jesus Freak Hideout.
Ils publient indépendamment l'album Glam-rök, qui est produit par le guitariste Justin Cox, en 2002. Il est suivi par un EP quatre titres intitulé On the Subject of Moving Forward en 2004 avant de signer au label Flicker Records.

### The Healing of Harms(2005–2006)
Après des années de tournées (il est estimé qu'ils jouent 140 concerts chaque année), ils publient leur premier album connu, The Healing of Harms, en 2006 avec deux premiers singles You Decide et Waiting. L'album est un succès, atteignant la 37e place des Billboard Top Christian Albums. La chanson You Decide, avec Josh Brown du groupe Day of Fire, est la chanson la plus demandée à TVU Music Television en août 2006. La chanson est la deuxième chanson qui passait le plus sur les stations de rock chrétien selon le classement du magazine R&R le 1er septembre 2006, elle se situait en 11e place du classement de la R&R Christian HIT Radio le 23 octobre 2006, et en première place dans le classement de la semaine de la Christian Radio. Sur le classement de Billboard, la chanson a atteint la 27e place pour le classement du Top des singles chrétiens, et elle finit dans le top 25 de l'année 2006 à la radio Air1.
Leur second single, Waiting, atteint la première place aux classements de rock chrétien de R&R et de la CRW, et y reste durant trois semaines consécutives durant le mois de février 2007. Ils ont simultanément sorti les chansons It's You, Star of the Show, et Attitude sur les stations radio de hits chrétiens. Durant une bonne autre année de tournée, le groupe connaît un yo-yo émotionnel en écrivant leur album Unbreakable. Wendy décrit sur leur Myspace combien l'écriture de l'album fut stressante et intense : « On ressentait comme si les choses étaient incontrôlables, raconte Dawn. Nous avons passé une année difficile en tant que groupe avec beaucoup de hauts et de bas émotionnels. On vivait tous ensemble dans un van pendant que nous écrivions le nouvel album, et ça nous a mis comme dans une cocotte minute. Tout le stress était accentué parce qu'on était complètement hors de confort, et ça a vraiment perturbé l'intensité de l'écriture de l'album. Nous avons investi tout notre espoir, notre tristesse, notre colère, nos rêves et nos peurs dans la musique. »

### Unbreakable(2007–2010)

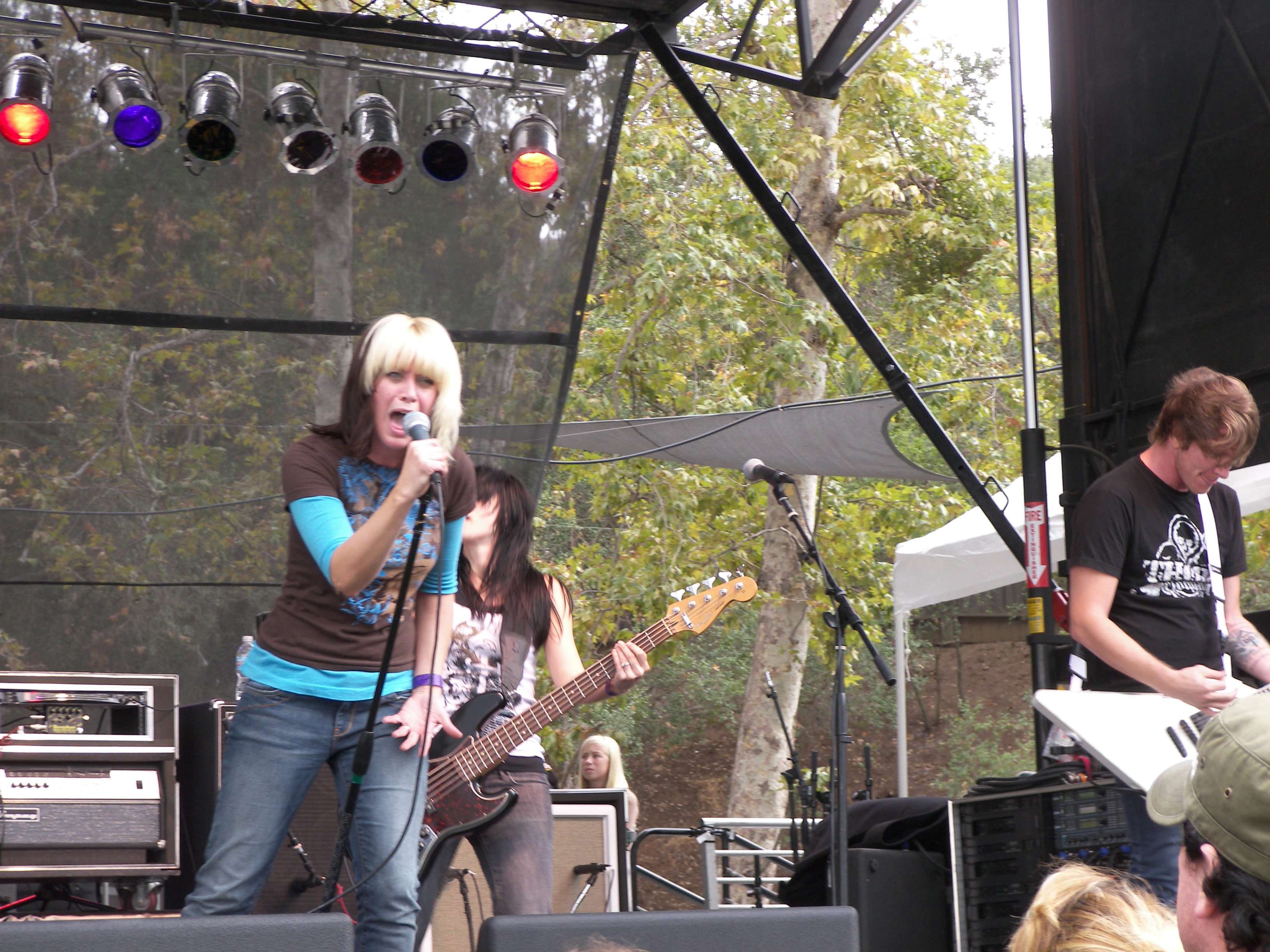
Fireflight en concert au Cornerstone California Festival d'Irvine, en Californie, le 28 septembre 2007.

Fireflight commence à tourner les clips de son single Unbreakable pour la série télévisée Bionic Woman. Unbreakable est la chanson-titre de l'album publiée en mars 2008. Le single atteint la première place des classements rock chrétien CRW et R&R sept semaines après sa sortie. Le troisième single de l'album est diffusé sur les chaînes de radio CCM en février 2008. Il termine l'année 2008 comme la 14e chanson la plus jouée selon le magazine R&R. Le groupe joue au Winter Jam 2010.

### For Those Who Wait(2010–2011)
Le quatrième album studio de Fireflight, intitulé For those Who Wait, est publié le 9 février 2010. Ils tournent les clips de For those Who Wait, qui sera publié sur leur chaine YouTube, et le single solo Desperate. Desperate est publié le 9 février 2010 en parallèle à la sortie du nouvel album. L'album atteint la cinquième place des Billboard Hot Christian Albums. Desperate atteint la première place des singles sur christianrock.net et sur le Christian Rock de BDSradio.com, et atteint la troisième place des Christian CHR sur le même site web. Le single suivants est For those Who Wait. La vidéo de la chanson-titre est publiée en mai.
Le 25 novembre 2010, environ 80 000 $ d'équipements et marchandises ont été volés au groupe. Fireflight est nommé dans la catégorie de « meilleur album rap/gospel » à la 53e édition des Grammys ; ils perdent face à Switchfoot. En février 2011, le batteur Phee Shorb quitte le groupe, et est remplacé par Adam McMillion.

### Now(2012–2013)

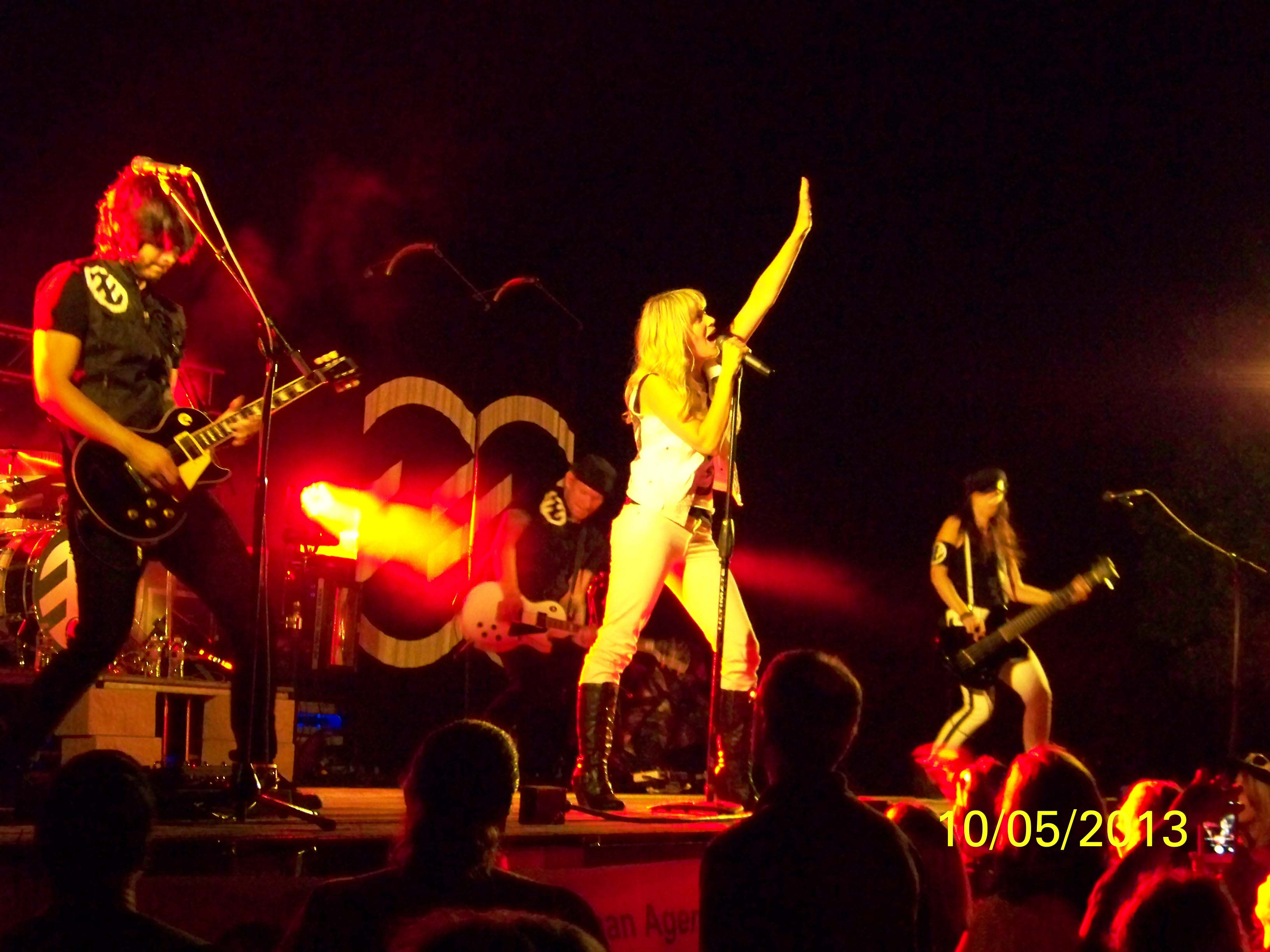
Fireflight, au Gravel Hill Festival en 2013.

Le groupe publie son cinquième album, Now le 6 mars 2012, qui atteint la première place des Contemporary Christian Charts. Le premier single, Stay Close, est publié au Winter Jam Tour 2011. Ils enregistrent un clip pour Stay Close, publié sur YouTube. L'album compte plus de 40 000 exemplaires le 15 juillet 2012.

### Innova(depuis 2014)
Au début de 2014, Fireflight annonce sa séparation de son label, et un appel au don sur le site web Pledgemusic afin de produire et de publier un nouvel album indépendant. Le 25 juin 2014, le titre du nouvel album est révélé, Innova. Le 5 septembre 2014, Innova est annoncé pour le 5 mai 2015.

## Membres

### Membres actuels
- Dawn Michele – chant (depuis 1999)
- Wendy Drennen – base, chœurs (depuis 1999)
- Glenn Drennen – guitare (depuis 1999)
- Justin Cox – guitare solo, chœurs, claviers (1999–2013; depuis 2019)

### Anciens membres
- Phee Shorb – batterie (1999-2011)
- Adam McMillion – batterie (2011–2015)

## Discographie
- 2002 : Glam-rök
- 2006 : The Healing of Harms
- 2008 : Unbreakable
- 2010 : For Those Who Wait
- 2012 : Now
- 2015 : Innova